# Hamanumida icarus
Hamanumida icarus är en fjärilsart som beskrevs av Stoneham 1965. Hamanumida icarus ingår i släktet Hamanumida och familjen praktfjärilar. Inga underarter finns listade i Catalogue of Life.